# Feith Ildikó
Feith Ildikó (Budapest, 1986. március 12. –) magyar pornószínésznő és modell. Művészneve Cayenne Klein.

## Életrajz
2004-ben, 18 évesen kezdett el pornófilmekben szerepelni. 2014-ben az XBIZ-díj nyertese „az év legjobb külföldi színésznője” („Foreign Female Performer of the Year”) kategóriában.